# Blacus parvus
Blacus parvus är en stekelart som beskrevs av Haeselbarth 1974. Blacus parvus ingår i släktet Blacus och familjen bracksteklar. Inga underarter finns listade.